# Jokari
Pour les articles homonymes, voir Jokari.

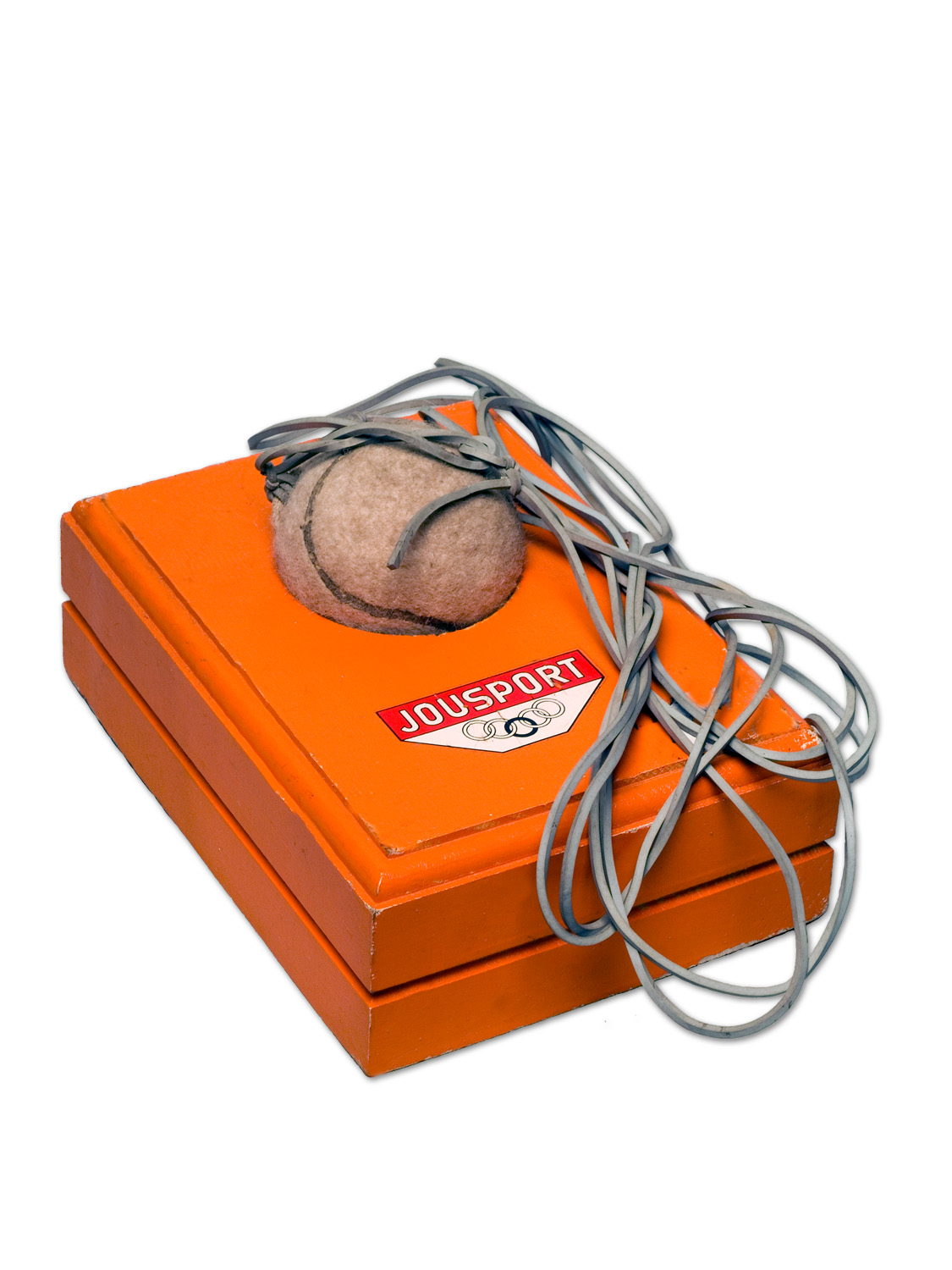
Un jeu de jokari

Le jokari est un jeu du type pelote basque qui se pratique, seul ou à deux, avec un équipement composé d'une balle en caoutchouc attachée à un socle par un élastique. La balle, après avoir été frappée avec une raquette en bois, revient ainsi vers les joueurs comme si elle avait rebondi contre un fronton.
À la suite du succès du jeu, jokari est devenu un nom commun à partir de celui de la marque déposée Jokari. Celle-ci est, aujourd'hui, la propriété du groupe Smoby en France, et de « Jokari/US, Inc. » aux États-Unis. Elle ne peut donc pas y être utilisée par d'autres entreprises pour marquer un tel jeu. Depuis quelques années des marques tentent de relancer la mode en France, telles que Jauq ou encore Vilac[réf. nécessaire].

## Historique
Le jokari a été inventé en France en 1938, par Louis Joseph Miremont, résidant alors à Bayonne. L'inventeur a demandé, le 8 septembre 1938, à la direction de la propriété industrielle du ministère du Commerce et de l'Industrie, que lui soit accordé un brevet d'invention pour un jouet sportif dont le descriptif correspond au jokari – sans les raquettes qui ne constituaient pas en elles-mêmes une invention. Le brevet a été délivré, à Paris, le 25 septembre 1939, et publié sous le numéro 850.952, le 30 décembre 1939. Dans le descriptif de l'invention, le jouet sportif est dénommé « Jokari ».
Par la suite, Louis Joseph Miremont déposa une demande de brevet aux États-Unis (publication en 1942), puis en Suisse (publication en 1948). Après la mort de l'inventeur, Anna Rose Marie Miremont obtint de même un brevet en Allemagne (publication en 1953).
Le jokari a été fabriqué par les Manufactures Réunies de Bayonne jusqu'en 1958, année de l'acquisition de cette entreprise, alors exploitée par Mme Miremont, par la société Chikitoys créée à cette occasion.
« Eskual Jokari » est l'appellation complète du jeu, qui était utilisée par les Manufactures Réunies et maintenue par Chikitoys.

## Le jokari dans lesbandes dessinées
La mode du jokari a inspiré, en son temps, quelques auteurs de bande dessinée, le principe du jeu étant effectivement propice à l'imagination de gags. Voici une liste des bandes dessinées dans lesquelles il est fait référence au jokari :
- Boule et Bill, 60 gags de Boule et Bill (tome 1) et 22 ! v'la Boule & Bill
- Spirou et Fantasio (dans La Mauvaise Tête), Gaston Lagaffe et Modeste et Pompon, tous du même auteur André Franquin
- Jo, Zette et Jocko, La Vallée des cobras
- Les Schtroumpfs
- De Gaulle à la plage

## Le jokari au cinéma
Le jokari est présenté dans le film français OSS 117 : Le Caire, nid d'espions comme un symbole de la culture des années 1950.
Dans l'épisode Triplet Trouble de la série originale des cartoons de Tom et Jerry, sorti le 19 avril 1952, le chat Tom joue au jokari avec la souris Jerry en guise de balle.